# NGC 1156
NGC 1156 (również PGC 11329 lub UGC 2455) – galaktyka nieregularna (IBm), znajdująca się w gwiazdozbiorze Barana. Odkrył ją William Herschel 13 listopada 1786 roku. Znajduje się w odległości około 25 milionów lat świetlnych od Ziemi, z dala od innych galaktyk. Jest zaliczana do radiogalaktyk, jest to także galaktyka gwiazdotwórcza.